# Geier (Schiff, 1895)
Die Geier war ein ungeschützter Kreuzer der Kaiserlichen Marine. Das Schiff lief am 18. Oktober 1894 bei der Kaiserlichen Werft Wilhelmshaven als sechstes und letztes Schiff der Bussard-Klasse vom Stapel. Zu Beginn des Ersten Weltkriegs befand sich die bereits völlig veraltete, seit Mai 1914 zum Kanonenboot umklassifizierte Geier in der Südsee.  Wegen Problemen mit der Maschinenanlage lief sie Hawaii an, wo sie interniert wurde. Als die Vereinigten Staaten 1917 gegen Deutschland in den Krieg eintraten, beschlagnahmten die US-Amerikaner das Kanonenboot und benannten es in Schurz um.
1918 sank das Schiff nach einer Kollision mit einem Frachtschiff vor der Ostküste der USA.

## Technische Daten
Die Geier war 76 m lang, 10 m breit und ging 4,8 m tief. Voll ausgerüstet verdrängte der Kreuzer 1.600 Tonnen. Das Baumaterial war Stahl. Vier Kessel mit rückschlagender Flamme erzeugten Dampf für zwei liegende Verbunddampfmaschinen mit dreifacher Dampfdehnung, die mit zusammen 2.880 PSi auf die beiden Propeller wirkten und eine Höchstgeschwindigkeit von 15 kn ermöglichten. Die Reichweite lag bei einem maximalen Kohlenvorrat von 300 Tonnen und einer Marschgeschwindigkeit von 10 kn bei 3.500 sm. Bis 1909 besaß das Schiff drei Masten mit einer Schonerbark-Takelung, danach noch zwei Masten und eine Toppsegelschoner-Takelung.
Die Bewaffnung bestand aus acht 10,5-cm-L/35-Schnellladekanonen in Einzelaufstellung, vier auf jeder Seite, auf dem erhöhten Vorschiff, vor der Brücke, zwischen dem zweiten und dritten Mast und auf dem erhöhten Achterschiff. Die Geier war außerdem mit zwei 45-cm-Torpedorohren in der Breitseite ausgerüstet, die an Deck zwischen dem Schornstein und dem zweiten Mast aufgestellt waren. Zusätzlich befanden sich fünf 3,7-cm-Revolverkanonen und zwei 8-mm-Maxim-Maschinengewehre an Bord.
Die Besatzung bestand aus fünf Seeoffizieren, einem Marine-Ingenieur, einem Sanitätsoffizier, sieben Decksoffizieren und 114 Unteroffizieren und Mannschaften.

## Einsatzgeschichte bis zum Ersten Weltkrieg
Nach der Indienststellung am 24. Oktober 1894 wurde die Geier zunächst der Ostseestation der Kaiserlichen Marine mit dem Ausrüstungshafen Kiel zugeteilt, aber schon am 21. Januar 1895 wieder außer Dienst gestellt.

### Erster Auslandseinsatz
Am 9. Dezember 1897 trat der am 1. Dezember erneut in Dienst gestellte Kreuzer in Kiel eine Reise nach Haiti an, da die Marine den Einsatz eines aktiven Kriegsschiffes in Westindien zum Schutz deutscher Bürger und wirtschaftlicher Interessen für geboten hielt und das erst dafür vorgesehene Panzerschiff Oldenburg nicht hinreichend seetüchtig erschien. Am 3. Januar 1898 traf die Geier  im damals dänischen Saint Thomas ein, als die Schulschiffe Charlotte und Stein die Lage in Haiti schon beruhigt hatten. Die Geier besuchte darauf Santiago de Cuba, Venezuela (La Guaira und Puerto Cabello) und Port of Spain (24. März bis 6. April), wo sie den Befehl zum Besuch von Brasilien und Argentinien erhielt. Beim Ausbruch des Spanisch-Amerikanischen Kriegs hatte sie schon Pernambuco besucht und befand sich in Bahia. Von dort musste sie zur Beobachtung der Kriegshandlung und zur Wahrung deutscher Interessen ins Kriegsgebiet zurückkehren. Sie half mit US-amerikanischer Billigung bei der Evakuierung ausländischer Zivilisten aus Havanna auf Kuba. Sie besuchte dann Vera Cruz in Mexiko, und nach Kriegsende elf Tage New Orleans.
Von dort begann die Geier am 25. Oktober erneut eine Fahrt nach Argentinien und an die Westküste des Kontinentes. Ende Februar 1899 passierte sie die Magellanstraße und lief dann über etliche Häfen (u. a. Valparaíso, Callao, Panama-Stadt) nach Norden. Vom 11. bis zum 27. Mai lag sie zum Teil mit einem britischen Kreuzer vor Puerto San José, Guatemala, um finanzielle Forderungen gegenüber der Regierung Guatemalas durchzusetzen. Danach lief sie wieder nach Süden und fuhr nach Puntarenas in Costa Rica. Von dort reiste Hermann Jacobsen in die Hauptstadt San José, um den Präsidenten Costa Ricas Rafael Iglesias Castro offiziell zu besuchen.
In Guayaquil kehrte die Geier wieder nach Norden um, da es durch den Zusammenbruch der Zentralamerikanischen Konföderation des nikaraguanischen Präsidenten Zelaya zu Unruhen kam und sie deutsche Bürger schützen sollte. Nach dem Besuch mehrerer mittelamerikanischer Staaten lief das Schiff am 14. August 1899 in San Francisco zu einer Werftliegezeit ein.
Am 8. September lief die Geier wieder aus, besuchte noch Esquimalt (British Columbia) und Vancouver in Kanada und wandte sich dann ab dem 18. Oktober wieder nach Süden. Am 14. Februar 1900 erreichte sie nach vielen weiteren Besuchen Puerto Montt im Süden Chiles, um sich am 21. Februar wieder nach Norden zu wenden.
Am 9. Juli 1900 erreichte sie in Acapulco der Befehl, wegen der Unruhen in China (Boxeraufstand) nach Ostasien zum Kreuzergeschwader zu gehen. Am 11. lief sie aus und erreichte das Geschwader über Honolulu und Yokohama am 29. August vor Tschifu. Im Oktober 1900 lief die Geier erstmals zum deutschen Pachtgebiet Kiautschou und von dort aus dann nach Shanghai, wo sie bis zum Januar 1901 stationiert blieb. Anschließend lief sie den Jangtsekiang aufwärts bis Chongqing, um das Schwesterschiff Bussard abzulösen. Anfang April 1905 verließ sie die Station auf dem Fluss, um nach kurzem Aufenthalt in Tsingtau das Schwesterschiff Seeadler, das nach Yap zur Unterstützung des aufgelaufenen Dampfers München geschickt wurde, an der mittelchinesischen Küste bei Amoy und Swatou abzulösen. Danach besuchte sie nach der Entspannung der Situation in China mit anderen Schiffen des Geschwaders eine Reihe weiterer, auch koreanischer und japanischer Häfen im Stationsgebiet. Im Herbst des Jahres 1902 führte sie dann noch eine Reise nach Niederländisch-Indien und Singapur durch. Von März bis April 1903 erfolgte die notwendige Grundreparatur in Nagasaki. Zu Beginn des Russisch-Japanischen Krieges lag die Geier meist vor Chemulpo. Notwendige Reparaturen konnten von der neuen Werft in Tsingtau noch nicht durchgeführt werden. Daher trat der Kreuzer am 14. Januar 1905 nach über sieben Jahren Auslandsdienst den Rückmarsch an und erreichte am 16. März die Heimat, wo er modernisiert werden sollte.

### Zweiter Auslandseinsatz
Erst 1911 erfolgte die Wiederindienststellung. Aus Kiel am 8. Mai ausgelaufen, traf die Geier am 9. Juli auf der ostafrikanischen Station ein, wo sie mit ihrem Schwesterschiff Seeadler von Daressalam (Deutsch-Ostafrika) aus den Stationsdienst versah. Am 2. Oktober wurde sie nach Ausbruch des türkisch-italienischen Krieges ins Mittelmeer geschickt, wo sie am 16. November in Piräus eintraf. Sie beobachtete die Entwicklung in Tripolitanien und Palästina und wurde 1912 offiziell der Mittelmeer-Station zugeteilt. Im Mai 1912 lief sie nach Korfu, wo der Kaiser mit der Hohenzollern in Urlaub war und wo dieser auch das Schiff besichtigte. Danach suchte sie das damals österreichische Triest vom 12. Juli bis zum 30. September zur Überholung auf.

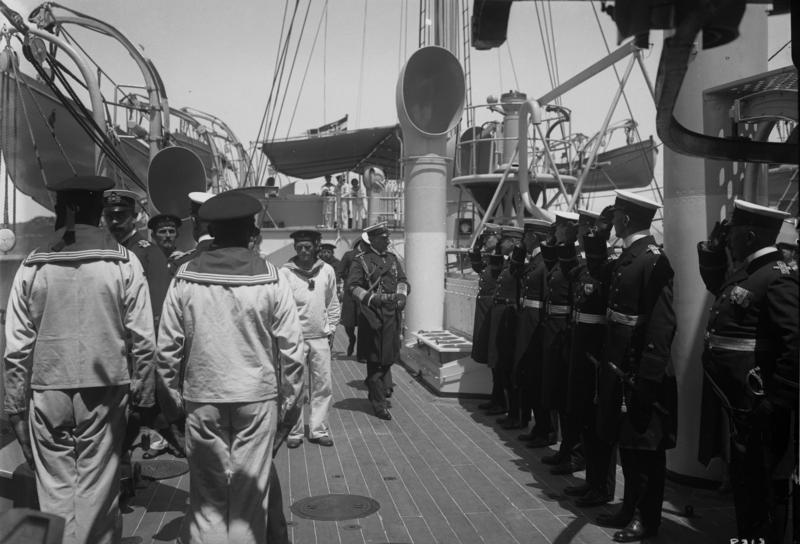
Besuch des Kaisers auf der Geier vor Kreta

Dann lief die Geier wieder in türkische Gewässer im östlichen Mittelmeer. Am 31. Januar 1913, während des Besuches in Haifa (Palästina), ereignete sich an Bord eine Kohlenstaubexplosion, bei der zwei Besatzungsmitglieder getötet wurden. Im August 1913 löste die Geier die Breslau im Blockadedienst vor der montenegrinischen Küste ab. Nach einer erneuten Überholung vom 14. Oktober bis zum 4. Januar 1914 in Triest lief sie zur Übernahme ihrer Stationstätigkeit wieder nach Deutsch-Ostafrika und traf am 22. Januar in Aden mit dem auf der Heimreise befindlichen Schwesterschiff Seeadler zusammen, das seit dem Abzug der Geier den Stationsdienst allein versehen hatte. Die Geier verblieb bis zur Ablösung durch den Kleinen Kreuzer Königsberg am 5. Juni 1914 vor Deutsch-Ostafrika, wo sie Anfang Mai in ein Kanonenboot umklassifiziert wurde. Im Anschluss machte sich das alte Schiff am 12. Juni auf den Weg nach Deutsch-Neuguinea, wo die „abzulösende“ Condor bereits im November 1913 die Heimreise angetreten hatte und das verbliebene Kanonenboot, das Schwesterschiff Cormoran seit Ende Mai in Tsingtau zur Grundüberholung war.

## Kriegsbeginn und Internierung
Vom 25. bis zum 29. Juli 1914 wurde die Geier in Singapur versorgt. Am 1. August erhielt sie den Befehl, sich nach Yap zum Kreuzergeschwader zu begeben. Die Frachter der Deutsch-Australischen Dampfschiffs-Gesellschaft (DADG) Elmshorn (4.594 BRT, Kapitän Peter Kiel) und Bochum (6.161 BRT, Kapitän J. Orgel) wurden mit 1.700 t Kohlen zu ihrer Unterstützung entsandt, mit denen sie am 5. August vor der Insel Flores zusammentraf und Kohlen übernahm. Die Elmshorn wurde entlassen, um in Niederländisch-Indien weitere Kohlen zu beschaffen, während der ehemalige Kreuzer mit der Bochum weitermarschierte. Dabei musste die Geier häufig in Schlepp genommen werden, da es mehrfach zu Maschinenausfällen kam.
Am 20. August 1914 traf sie im Seegebiet der Molukken auf den Kleinen Kreuzer Emden mit seinem Begleitschiff Markomania (4.505 BRT, HAPAG). Vom Kommandanten der Emden von Müller, der bereits auf dem Weg war, um im Indischen Ozean Kaperkrieg zu führen, erfuhr die Geier, dass das Kreuzergeschwader unter Maximilian von Spee schon in Richtung Südamerika unterwegs war. Obwohl der alte Kreuzer längst keinen Gefechtswert mehr besaß, entschloss sich der Kommandant, Korvettenkapitän Carl Graßhoff, zunächst im Stationsgebiet zu verbleiben. Am 23. August stieß die Elmshorn, die aber nur 800 t Kohlen in niederländischen Häfen bekommen hatte, da deren Behörden die Neutralitätsregeln sehr streng auslegten, bei Malakol wieder zur Geier. Die Bochum wurde nach Angaur geschickt, um ein dort befindliches Kohlenlager zu leeren. Sie traf den Dampfer Tsingtau (1.685 BRT, NDL, Kapitän Heyenga), der mit Versorgungsgütern zum Kreuzergeschwader geschickt worden war, es aber nicht rechtzeitig erreicht hatte. Die beiden DADG-Dampfer gaben alle nicht benötigten Vorräte ab und liefen dann zum noch neutralen Manila.
Die Geier und die Tsingtau liefen weiter durch die Südsee, die noch nicht besetzt war, und fanden am 4. September bei Kusaie den britischen Dampfer Southport (3.586 GRT, 1900), der wegen der Wetterbedingungen dort abwartete, um in Nauru eine Phosphatladung nach Stettin übernehmen zu können. Den Briten, die im Juni Australien verlassen hatten, war der zwischenzeitliche Kriegsausbruch unbekannt. Die Deutschen machten die Maschine unbrauchbar und setzen am 6. September ihre Fahrt fort, wobei die Geier erheblich nach der Tsingtau die Insel in anderer Richtung unter Segeln verließ. Am 11. September erreichten die beiden deutschen Schiffe Majuro. Dort trafen sie mit dem NDL-Dampfer Locksun (1.675 BRT, Kapitän Gerlach) zusammen, der auch mit Versorgungsgütern zum Kreuzergeschwader geschickt worden und im Archipel verblieben war, um gegebenenfalls die dort zurückgelassenen Hilfskreuzer Prinz Eitel Friedrich und Cormoran zu versorgen.
Graßhoff entschied sich, über Honolulu nach Südamerika zu marschieren. Da die Geier erhebliche Probleme mit der Maschinenanlage hatte und ständig Kesselwasser verlor, versuchte man alles soweit möglich zu reparieren und viel Frischwasser zu fassen. Am 21. September setzten sich die drei Schiffe wieder in Marsch, wobei sich die Tsingtau am Folgetag von den Begleitern trennte, um Cebu anzulaufen. Allenfalls noch 8 Knoten mit der Maschine laufend, zum Teil unter Segeln oder im Schlepp der Locksun erreichte der ehemalige Kreuzer am 15. Oktober 1914 Honolulu auf Hawaii, wo er von acht dort liegenden deutschen Handelsschiffen, die zum Teil das Kreuzergeschwader versorgt hatten, empfangen wurde. Sie waren bereit, die Geier bei den Vorbereitungen zur Weiterfahrt zu unterstützen.
Die Möglichkeit zum erneuten Verlassen des Hafens der damals noch neutralen Vereinigten Staaten verschwand, als am 17. Oktober 1914 das japanische Linienschiff Hizen (die ehemals russische Retwisan) und dann auch noch der Panzerkreuzer Asama begannen, vor dem Hafen zu patrouillieren. Am 8. November internierten die US-amerikanischen Behörden schließlich die Geier und die Locksun. Letztere stuften die US-Amerikaner auch auf britischen Druck als Versorgungsschiff ein, da sie wussten, dass sie am 16. August Manila mit 3.215 tn.l. Kohlen verlassen hatte, jetzt nur noch über einen kleinen Bestand verfügte und nach ihrer zutreffenden Vermutung Kriegsschiffe auf See mit Kohlen versorgt hatte.
Der Mannschaft der einzigen Kriegsbeute der Geier – der Southport – gelang es, die demolierte Maschine teilweise zu reparieren und mit dem Schiff am 18. September Kusaie zu verlassen. Allerdings war nur eine langsame Fahrt möglich und sie traf erst am 30. September vor der australischen Küste ein anderes Schiff, dem sie die Anwesenheit der Geier in der Südsee berichten konnte.

## GeierwirdSchurz
Zwei Monate vor dem Kriegseintritt der Vereinigten Staaten am 4. Februar 1917 stürmten die Feuerwehr von Honolulu und US-amerikanische Truppen die Geier und die Locksun, weil sie angeblich einen Brand beobachtet hätten. Tatsächlich befürchteten die Behörden, die Deutschen würden die Schiffe selbst versenken. Die Amerikaner stellten fest, dass die Geier regelmäßig Funksprüche weitergeleitet und darüber hinaus in englischer Sprache Sprüche abgesetzt hatte, die Japan, Kanada und Mexiko gegen die Vereinigten Staaten oder eine Zusammenarbeit mit der US-amerikanischen Marine aufbringen könnten. Die deutschen Besatzungen beider Schiffe gingen in Gefangenschaft und wurden nach Fort Douglas nahe Salt Lake City verbracht, wohin auch noch die Männer des Hilfskreuzers Cormoran kamen, die ihr Schiff in Guam selbst versenkt hatten.
Nach der US-amerikanischen Kriegserklärung am 6. April 1917 übernahm die United States Navy die Geier, rüstete sie um und stellte sie am 15. September 1917 als Schurz in Dienst (benannt nach dem Deutsch-Amerikaner Carl Schurz). Bis Anfang Januar 1918 eskortierte die als Gunboat (Kanonenboot) klassifizierte Schurz vier amerikanische Unterseeboote von der US-Westküste durch den Panamakanal in die Karibik.
Danach übernahm sie von ihrem neuen Stützpunkt Charleston aus Patrouillenaufgaben vor der Ostküste der USA und in der Karibik. Am 21. Juni 1918 wurde sie in der Nähe des Feuerschiffes Cape Lookout Shoals vor der Küste North Carolinas von dem im Geleit fahrenden Dampfer Florida gerammt. Dabei wurde ein Besatzungsmitglied getötet. Die Schurz sank drei Stunden später.
Das Wrack ist ein Ziel für Taucher.

## Kommandanten
| Oktober 1895 bis Januar 1896      | Kapitänleutnant Ludwig Bruch                    |
| Dezember 1897 bis November 1899   | Korvettenkapitän Hermann Jacobsen (1859–1943)   |
| November 1899 bis Februar 1901    | Korvettenkapitän Wilhelm Peters (1858–1943)     |
| Februar bis September 1901        | Korvettenkapitän Hermann Bauer                  |
| September 1901 bis September 1902 | Korvettenkapitän Paul Hilbrand (1862–1934)      |
| September 1902 bis Februar 1903   | Korvettenkapitän Rudolf Berger (1864–19??)      |
| Februar bis Dezember 1903         | Korvettenkapitän Georg Wuthmann (1863–1940)     |
| Dezember 1903 bis März 1905       | Korvettenkapitän Ernst von Studnitz (1865–1907) |
| April 1911 bis Mai 1913           | Korvettenkapitän Franz Halm (1874–1918)         |
| Mai 1913 bis März 1917            | Korvettenkapitän Carl Graßhoff (1876–1943)      |